# フアド・メバザ
フアド・メバザ（フアード・ムバッザア、アラビア語: فؤاد المبزع, ラテン文字転写: Fuʾād el-Mbazaʿ、Fouad Mebazaâ、1933年6月16日 - 2025年4月23日）は、チュニジアの政治家。

## 経歴
パリで法学と経済学を学んだ。青少年・スポーツ大臣、公衆衛生大臣、文化情報大臣を歴任。1997年よりチュニジア共和国下院議長を務めた。
2011年1月14日にザイン・アル＝アービディーン・ベン・アリー大統領が1ヶ月に及ぶ抗議デモの末に出国してサウジアラビアに亡命、モハメッド・ガンヌーシ首相が暫定大統領就任を宣言したが、憲法評議会は規定に基づいて下院議長であるメバザを翌1月15日に暫定大統領に指名し、同日メバザは就任宣誓を行った。
2011年12月12日、チュニジアの制憲国民議会が正式な大統領にモンセフ・マルズーキを選出したことに伴って、メバザは暫定大統領を退任した。
2025年4月23日に死去。91歳没。